# Nationaal Songfestival 1977

Het Nationaal Songfestival 1977 werd gehouden in het Congresgebouw te Den Haag ) op 2 februari. Het werd gepresenteerd door Ati Dijckmeester. Tien artiesten deden mee. De winnaar werd gekozen door 11 regionale jury's die elk tien punten te verdelen hadden over de vijf liedjes. De winnaar was Heddy Lester met het liedje De mallemolen.
| Startplaats | Artiest           | Lied                                            | Punten | Plaats |
| ----------- | ----------------- | ----------------------------------------------- | ------ | ------ |
| 1           | Oscar Harris      | "Superster"                                     | 5      | 6=     |
| 2           | Heddy Lester      | "De mallemolen"                                 | 28     | 1      |
| 3           | Arjan Brass       | "Annabelle"                                     | 4      | 9      |
| 4           | Bonnie St. Claire | "Stop Me"                                       | 23     | 2      |
| 5           | Rita Hovink       | "Toen kwam jij"                                 | 2      | 10     |
| 6           | Air Bubble        | "Jany"                                          | 5      | 6=     |
| 7           | Peter Cook        | "Pinokkio"                                      | 8      | 4      |
| 8           | Loeki Knol        | "Ik wil de wereld laten zien dat ik kan dansen" | 5      | 6=     |
| 9           | Dick Rienstra     | "Jouw lach"                                     | 6      | 5      |
| 10          | Maggie MacNeal    | "Jij alleen"                                    | 13     | 3      |

1956 · 1957 · 1958 · 1959 · 1960 · 1961 · 1962 · 1963 · 1964 · 1965 · 1966 · 1967 · 1968 · 1969 · 1970 · 1971 · 1972 · 1973 · 1974 · 1975 · 1976 · 1977 · 1978 · 1979 · 1980 · 1981 · 1982 · 1983 · 1984 · 1986 · 1987 · 1988 · 1989 · 1990 · 1992 · 1993 · 1994 · 1996 · 1997 · 1998 · 1999 · 2000 · 2001 · 2003 · 2004 · 2005 · 2006 · 2007 · 2008 · 2009 · 2010 · 2011 · 2012